# Бугровой
Бугрово́й — упразднённый посёлок в Сасовском районе Рязанской области России.
Входит в состав Батьковского сельского поселения.

## Географическое положение
Посёлок находился в центральной части Сасовского района, в 14 км к юго-востоку от райцентра.
Ближайшие населённые пункты:
- деревня Мурзинки в 2 км к северо-востоку;
- деревня Таировка в 4,5 км к востоку;
- посёлок Батьки в 4,5 км к югу;
- село Вялсы в 4,5 км к юго-западу;
- деревня Мордвиново в 3 км к западу;
- разъезд Берестянки в 2,5 км к северо-западу.

## Природа

#### Климат
Климат умеренно континентальный с умеренно жарким летом (средняя температура июля +19 °С) и относительно холодной зимой (средняя температура января –11 °С). Осадков выпадает около 600 мм в год.

## История
Основан в 1929 году переселенцами из д. Мордвиново. В посёлке было около 17 дворов.

#### Административно-территориальное деление
С 2004 г. и до настоящего времени входит в состав Батьковского сельского поселения.
До этого момента входил в Батьковский сельский округ.

## Нынешнее состояние
В 2004 г. ещё были строения, причём в виде оформленных дворов, огороженных забором,
в 2005 г. было 6 домов, причём пригодных для проживания только 4. В летний период проживали дачники.
В 2010 г. после лесных пожаров, частично затронувших территорию посёлка, остались только камни фундаментов и печей.
В данное время строений не существует. Были разобраны и снесены во второй половине 2000-х гг.

## Население
| 1984 | 2010 | 2011 | 2012 | 2013 | 2014 |
| ---- | ---- | ---- | ---- | ---- | ---- |
| 10   | ↘0   | →0   | →0   | →0   | →0   |

## Хозяйство

#### Сельское хозяйство
В километре к юго-востоку работала довольно крупная ферма. До войны и в первые послевоенные годы функционировал самостоятельный колхоз "Вулкан".

#### Промышленность
Промышленные предприятия отсутствовали. Местами велись добычи песка в маленьких карьерах.

## Инфраструктура

#### Дорожная сеть
Не имеет дорог с твёрдым покрытием.

#### Транспорт
Маршруты общественного транспорта отсутствуют.

#### Инженерная инфраструктура
Электрифицирован в 1961 году по инициативе жителя посёлка ветерана Великой Отечественной войны Назаркова Александра Егоровича. Электроэнергию посёлок получал по тупиковой ЛЭП 10 кВ от подстанции 35/10 кВ "Вялсы". Далее через единственный трансформатор МТП 10/0,4 кВ электричество распределялось по домовладениям.
Газо- и водопровод отсутствовали.

#### Образование
Образовательных учреждений не было. В ближайшую школу ходили в соседнее Мордвиново. Также до 70-х гг. существовала начальная школа в д. Мурзинки.

## Фотографии

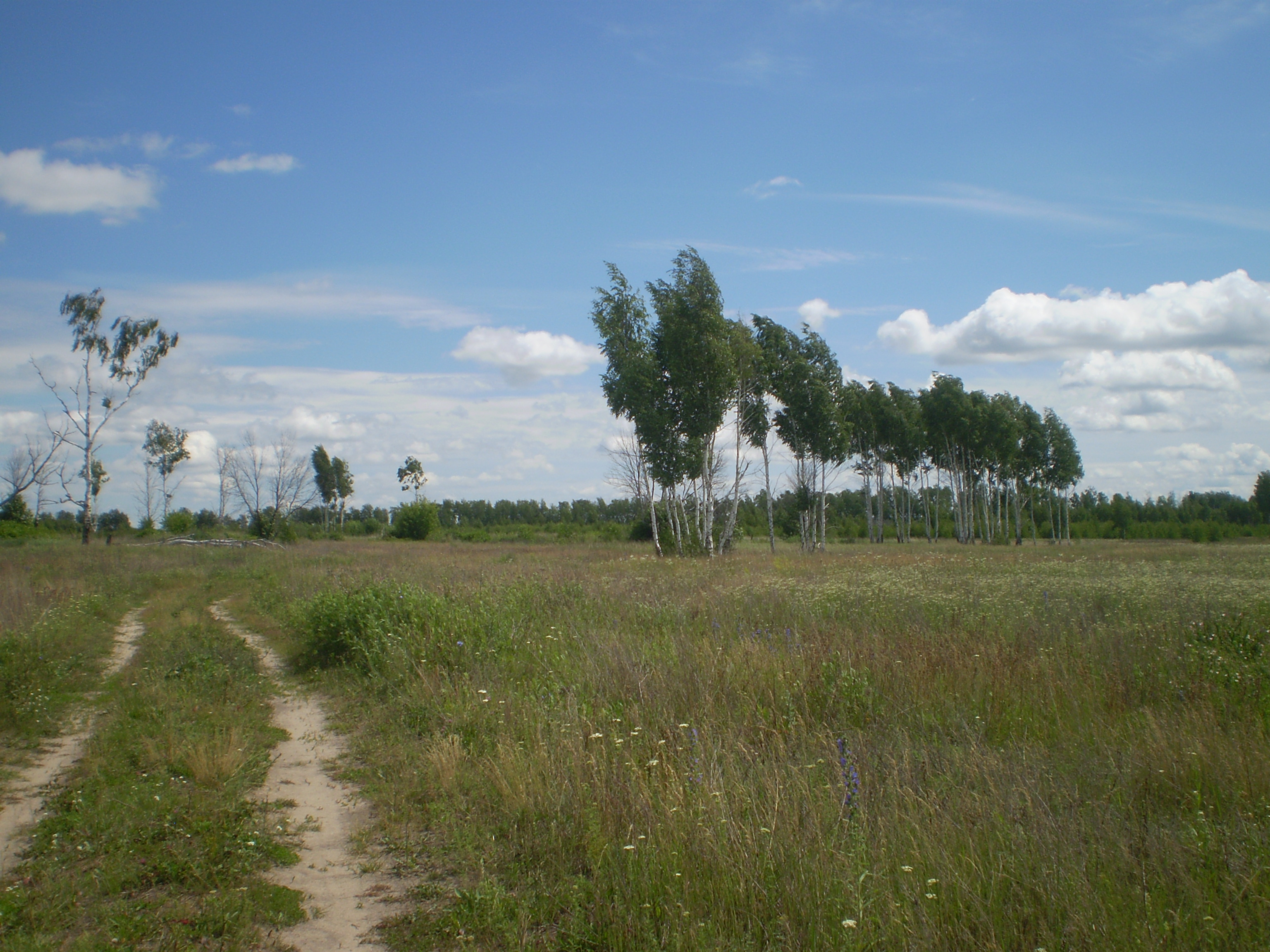
Въезд в Бугровой со стороны Мордвиново. 2014 г.
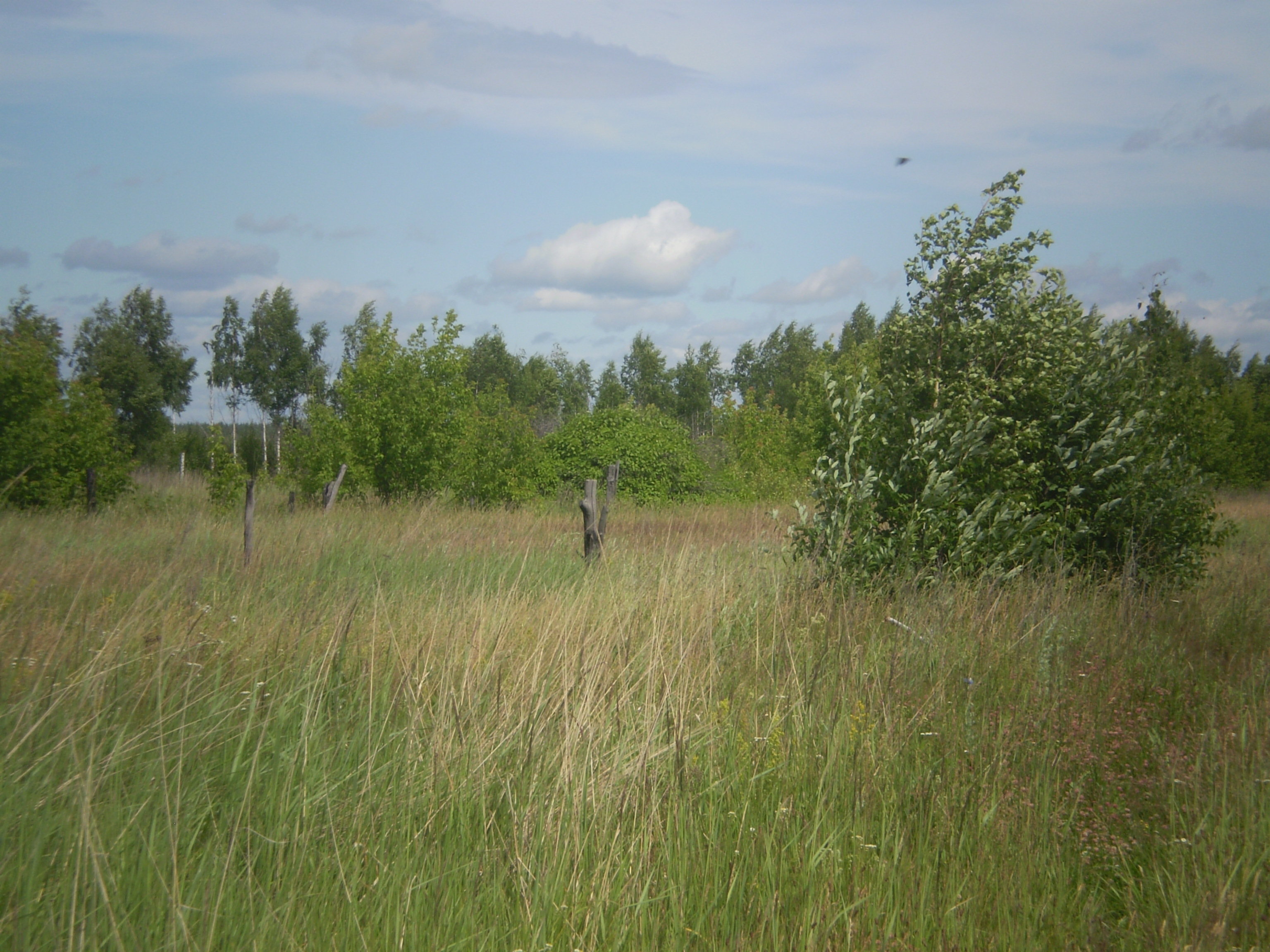
На месте бывшего дома. 2014 г.
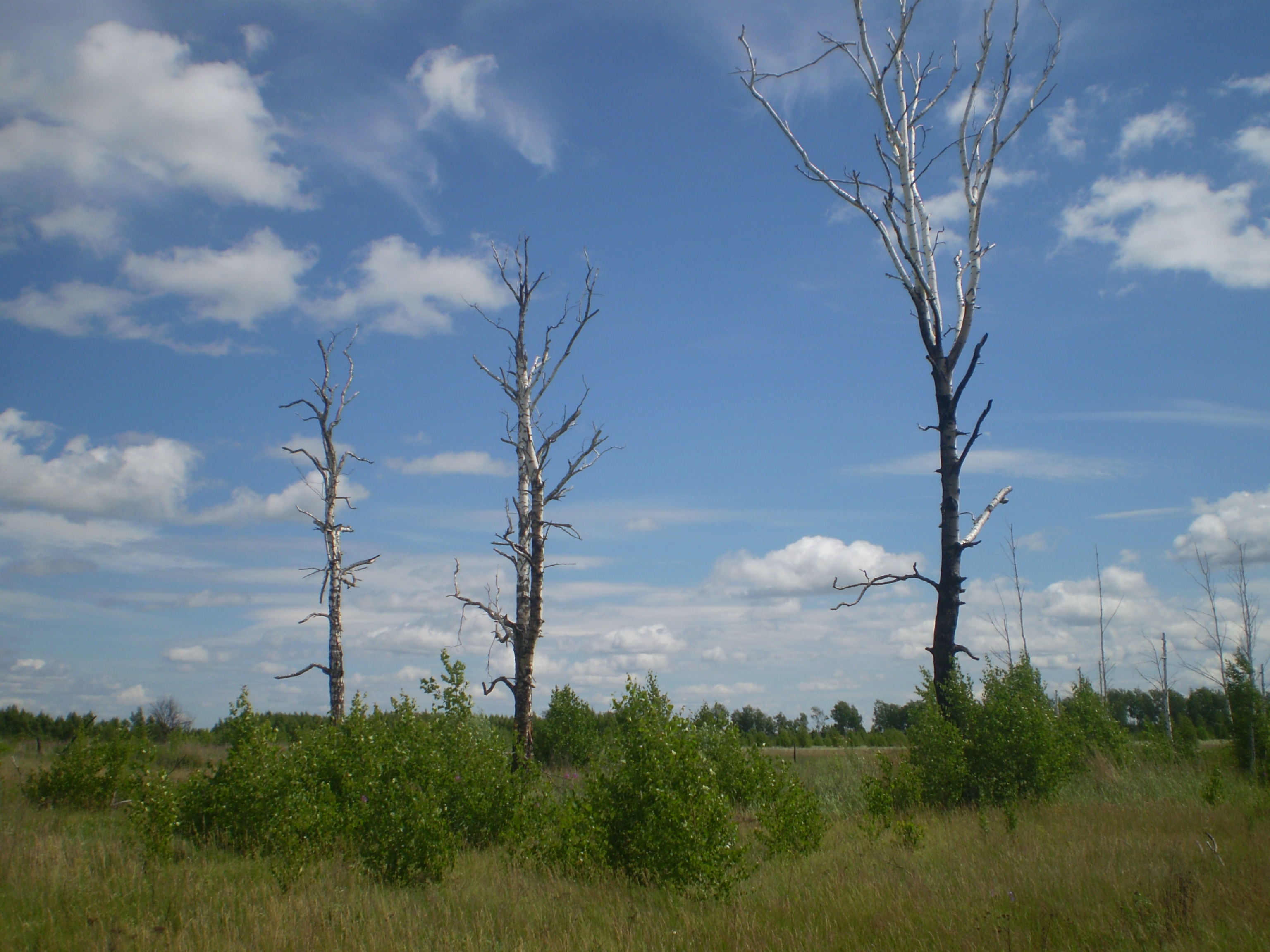
Берёзы. 2014 г.